# Gasthof „Zur Goldenen Krone“ (Grombach)

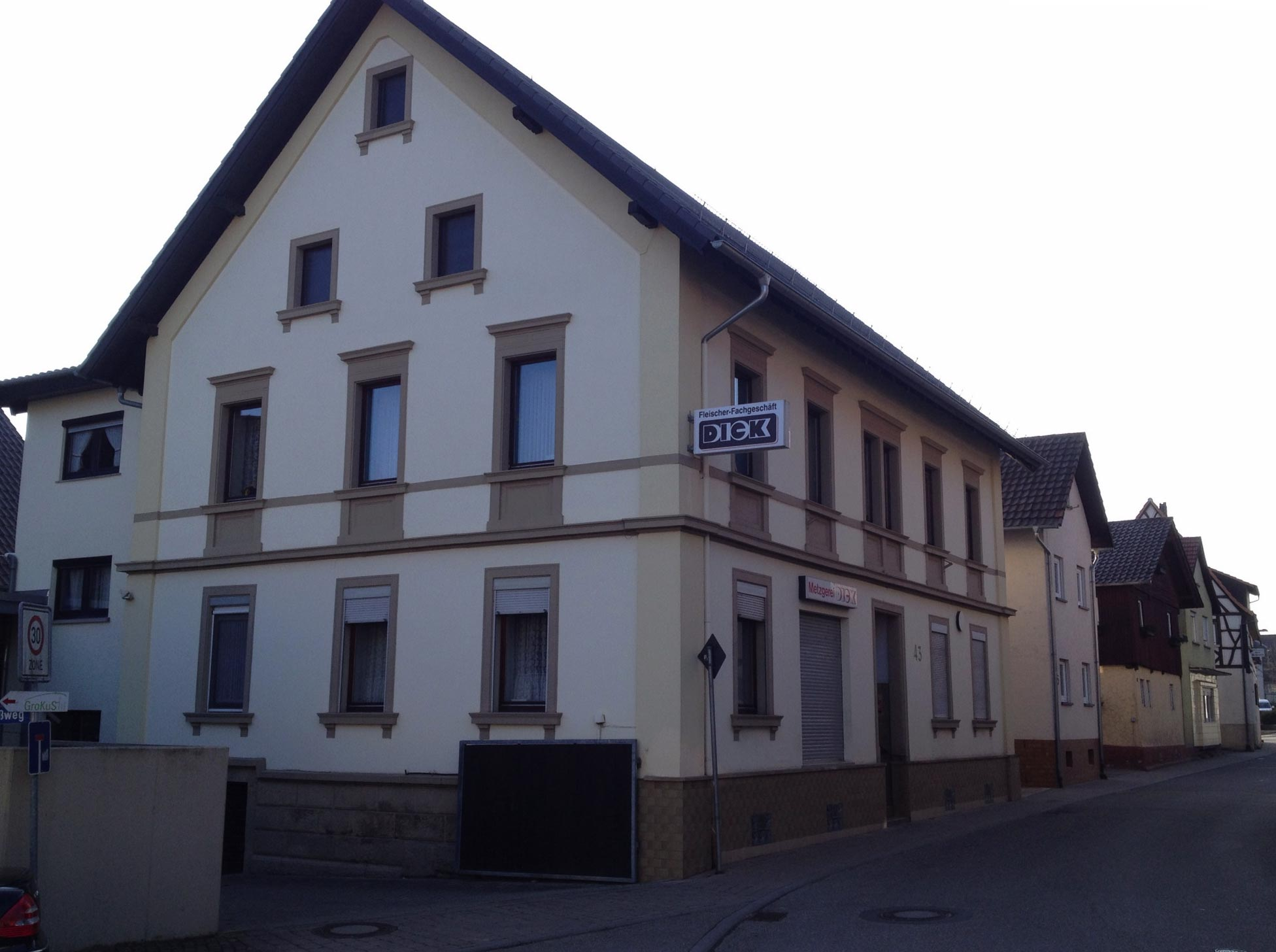
Gasthof Krone in Grombach

Der Gasthof „Zur Goldenen Krone“ in Grombach, einem Stadtteil von Bad Rappenau im Landkreis Heilbronn im nördlichen Baden-Württemberg, ist ein historischer Gasthof, der vermutlich noch auf die Zeit vor dem Dreißigjährigen Krieg zurückgeht.

## Geschichte
Gemäß urkundlichen Hinweisen ist der Gasthof das älteste Gasthaus in Grombach und wurde wohl schon vor dem Dreißigjährigen Krieg betrieben. Besitzer des Gasthofs war vom 17. bis zum 19. Jahrhundert die Familie Laub, die zwischen 1654 und 1730 den Schultheiß in Grombach stellte. Da es in Grombach bis zum Bau des Alten Rathauses in der Mitte des 19. Jahrhunderts kein Rathaus gab, diente der Gasthof bis dahin auch als Rathaus der Gemeinde. 1753 wurde ein Neubau errichtet, der 1834 nach einer Renovierung in den Feuerversicherungsunterlagen beschrieben wurde als ein zweistöckiges Haus mit Keller, von Holz (Anschlag 1000 fl Gulden); ein Nebenbau mit Stallung und Branntweinbrennerei, unterer Stock aus Stein (250 fl.); eine Scheuer mit Stallung von Holz (300 fl.), 4 Schweineställe mit Holzremise (50 fl.).
1854 ging die Konzession auf Jakob Dick über, der mit Wilhelmina Hemmer verheiratet war. Auch die Familien Dick und Hemmer gehörten zu den honorigen Familien des Ortes, aus denen Pfarrer und Ortsvorstände hervorgingen. 1864 wurden eine Kegelbahn und eine „Sommerhalle“ errichtet. 1872 übernahm Matthias Breunig den Gasthof, 1881 wurde das Anwesen an Jakob Dick rückübertragen, der im selben Jahr einen massiven Neubau errichten ließ. Bis zur Fertigstellung des Gebäudes war die Gastwirtschaft zeitweise in das gegenüberliegende Haus der Witwe Beetz verlegt. In der „Krone“ verkehrten vor allem Landwirte und Arbeiter, außerdem waren darin Lehrer der 1889 erbauten Grombacher Volksschule untergebracht, wenn sie zur Aushilfe oder Vertretung nur vorübergehend nach Grombach kamen.
1896 übernahm Heinrich Dick den Gasthof. Nach 1905 wechselten die Besitzer kurzzeitig, bevor 1908 wieder Dicks Witwe als Besitzerin genannt wird. 1934 besaß der Metzger Adam Dick den Gasthof, 1958 übernahm ihn dessen Sohn Willi Dick und 1999 dessen Sohn Wolfgang Dick. Der Gasthof ist seit geraumer Zeit nur noch für Veranstaltungen geöffnet.